# Weimerskirch
Weimerskirch (en luxembourgeois : Weimeschkierch ) est l'un des 24 quartiers de Luxembourg-ville.
Au 31 décembre 2024, il comptait 2 480 habitants, dont 69,2% de non-luxembourgeois.

## Situation géographique
Le quartier Weimerskirch a une surface de 110,51 ha et est situé dans la partie nord de la capitale. Il confine au nord à Dommeldange, au sud-est à Kirchberg, au sud à Pfaffenthal, et à l’ouest à Eich.
L'Alzette forme une frontière naturelle du côté est, entre Eich et Weimerskirch.
Il est situé dans le Nord-Est de la ville, juste au nord-ouest du Kirchberg.

## Historique
Situé à proximité immédiate de l’Alzette, Weimerskirch est le quartier de la ville dont les traces historiques remontent le plus loin dans le temps.
Il s’est développé à partir d’un domaine franconien et déjà au Xe siècle l’église St. Martin était le centre paroissial pour tout le territoire actuel de la ville. À cause du développement de la ville de Luxembourg, Weimerskirch a perdu en importance et faisait partie depuis la fin du 18e siècle de l’ancienne commune d’Eich. Weimerskich est situé sur l’ancienne route vers Echternach et Diekirch. Ses habitants vivaient du commerce et de l’agriculture.